# 손영진
손영진은 대한민국의 가수다. 1988년 정규 앨범 《옥합을 깨뜨려》로 데뷔했다.

## 방송
- 제 2회 극동방송 전국복음성가경연대회 (1983) - 은상

## 음반
- 옥합을 깨뜨려 (1988)
- My Favorite Songs (1999)
- 송명희와 친구들 (2000)
- 예문옴니버스 1 '주님사랑 온누리에' (2000)
- 주님은 나의 방패 (2000)
- O God, Use Me (2002)
- CTS 선정 특별 음반 (2008)
- 세계베스트 찬양대전집 1 Vol.3 (2008)
- CCM 베스트 예수향기 Vol.12 (2008)
- 정결 (2010)
- 손영진 Best Collection 1983-2000 (2010)
- 정결하게 하는 샘이 (2011)
- 사랑하는 이들에게 (2016)
- 광야를 지날 때 (2016)
- 내가 산을 향해 (2016)

## 경력
- 국제기아대책기구 홍보대사 역임